# Russie au Concours Eurovision de la chanson 2018
La Russie est l'un des quarante-trois pays participants du Concours Eurovision de la chanson 2018, qui se déroule à Lisbonne au Portugal. Le pays est représenté par Yuliya Samoylova et sa chanson I Won't Break, sélectionnées en interne par le diffuseur Pierviy Kanal. Le pays subit son premier échec en demi-finale, terminant  15e avec 65 points.

## Sélection
Lors de l'Eurovision 2017, une série d'événements ont abouti au retrait de la Russie. Le pays devait alors être représenté par Yuliya Samoylova sur le territoire ukrainien. Or, la chanteuse s'était rendue en Crimée directement depuis la Russie, alors que les lois ukrainiennes stipulent que seul l'accès via le sol ukrainien est autorisé. Finalement, la chanteuse est interdite d'entrée en Ukraine par le Service de sécurité d'Ukraine. Par la suite, aucun compromis n'ayant pu être trouvé entre les deux parties, la Russie s'est retirée du Concours 2017.
Dès son retrait de l'édition 2018, le 13 avril 2017, le diffuseur Pierviy Kanal a alors assuré que Yuliya Samoylova représenterait la Russie au Concours 2018 quel que soit le pays d'accueil. Pour autant, la confirmation officielle de la participation de la chanteuse ne se fera que le 29 janvier 2018. La chanson qu'elle interprétera à Lisbonne, intitulée I Won't Break, est présentée le 11 mars 2018.

## À l'Eurovision
La Russie a participé à la deuxième demi-finale, le 10 mai 2018, mais, ne terminant que 15e avec 65 points, échoue à se qualifier pour la finale. C'est la première fois depuis l'instauration des demi-finales en 2004 que la Russie manque sa qualification.